# Hypoplexia
Hypoplexia là một chi bướm đêm thuộc họ Noctuidae.